# Kell Brook
Ezekiel Brinsley „Kell“ Brook (* 3. Mai 1986 in Sheffield) ist ein ehemaliger britischer Profiboxer. Er gewann am 16. August 2014 gegen Shawn Porter den IBF-Weltmeistertitel im Weltergewicht und konnte diesen jeweils gegen Ionuț Dan Ion, Frankie Gavin und Kevin Bizier verteidigen, ehe er den Titel am 27. Mai 2017 an Errol Spence verlor. Am 10. September 2016 hatte er zudem im Mittelgewicht um die WM-Titel der IBF, IBO und WBC geboxt und dabei gegen Gennadi Golowkin verloren. Am 14. November 2020 boxte er noch um den WBO-Weltmeistertitel im Weltergewicht und verlor dabei gegen Terence Crawford.

## Werdegang
Kell Brook begann im Alter von neun Jahren im St. Thomas Gym in Sheffield mit dem Boxsport. 2003 gewann er im Halbweltergewicht das 4-Nationen-Junioren-Turnier in Liverpool. Bis zu seinem Wechsel ins Profilager im Alter von 17 Jahren, bestritt er unter anderem noch Sparringskämpfe gegen bekannte Weltmeister wie Junior Witter und Johnny Nelson.
2004 wechselte er unter seinem Trainer Brendan Ingle ins Profilager, im August 2005 unterschrieb er einen Vertrag bei Frank Warren. Nach einer Reihe von Aufbausiegen unter anderem gegen Peter Buckley und Brian Coleman, die bereits Erfahrung aus 230 bzw. 170 Profikämpfen mitbrachten, wurde er am 14. Juni 2008 durch einen T.K.o.-Sieg in der siebenten Runde gegen Barrie Jones (15-1), Britischer Meister. Er verteidigte den Titel anschließend jeweils vorzeitig gegen Kevin McIntyre (26-5), Stuart Elwell (12-3) sowie Michael Lomax (15-1) und sicherte sich am 12. März 2010 die Interkontinentale Meisterschaft der WBO durch T.K.o.-Sieg gegen den Polen Krzysztof Bienias (39-3).
Nach vorzeitigen Titelverteidigungen gegen Michael Jennings (36-2) und Philip Kotey (21-5), sicherte er sich im Juni 2011 auch die Interkontinentale Meisterschaft der WBA durch Punktesieg gegen Lovemore N’dou (48-12). Nach vorzeitigen Siegen gegen Rafał Jackiewicz (38-9) und Luis Galarza (17-2), besiegte er im März 2012 Matthew Hatton (42-5) einstimmig nach Punkten und gewann damit auch die Internationale IBF-Meisterschaft.
In WM-Titelausscheidungskämpfen schlug er Carson Jones (34-8) knapp nach Punkten und Héctor Saldivia (41-2) durch T.K.o. in der dritten Runde. Im Juli 2013 schlug er bei einem Rückkampf auch Carson Jones vorzeitig in Runde acht. Im Oktober 2013 besiegte er Wjatscheslaw Sentschenko (34-1) durch T.K.o. in der vierten Runde.
Am 16. August 2014 besiegte er den amtierenden und ungeschlagenen IBF-Weltmeister Shawn Porter (24-0) nach Punkten. Es folgten vorzeitige Titelverteidigungen gegen Ionuț Dan Ion (34-2), Frankie Gavin (22-1) und Kevin Bizier (25-2).
Am 10. September 2016 verlor er gegen den ebenfalls unbesiegten Gennadi Golowkin (35-0) durch T.K.o. in der fünften Runde. Eine weitere Niederlage erlitt er am 27. Mai 2017 durch Knockout gegen Errol Spence (21-0).
Im Februar 2018 siegte er vorzeitig gegen Siarhei Rabchanka (29-2) und im Dezember 2018 einstimmig gegen Michael Zerafa (25-2). Im November 2020 verlor er durch TKO in der vierten Runde gegen Terence Crawford (36-0).
Am 19. Februar 2022 siegte er vorzeitig gegen Amir Khan (34-5).